# Reseda virgata
Reseda virgata là một loài thực vật có hoa trong họ Resedaceae. Loài này được Boiss. & Reut. miêu tả khoa học đầu tiên năm 1842.